# Panteón de los Próceres de Popayán
El Panteón de los Próceres de Popayán, conocido comúnmente como El Panteón de los Próceres, es un monumento funerario de Colombia ubicado en Popayán, Cauca, destinado a albergar los restos de personajes ilustres de la ciudad.
En el monumento destaca la presencia de urnas cinerarias de importantes personajes colombianos, incluyendo a expresidentes del país, líderes de la Independencia y poetas célebres. Su administración depende en la actualidad de la Universidad del Cauca, alma mater de varios de los personajes cuyos restos reposan allí.
El monumento mortuorio forma parte del complejo de edificios del Centro Histórico de la ciudad de Popayán.

## Historia

### Antecedentes
El lugar donde actualmente se erige la edificación era un lote donde se encontraba una casa colonial del siglo XVIII, que estuvo en pie hasta los años 20. La casa se destinó en un principio a la enseñanza, y luego cambió de dueños para ser habitada. 
La casa se demolió a principios de la década de los años 20 pues amenazaba ruina por los constantes terremotos que había sufrido la ciudad (entre ellos el de 1827) y por el abandono que sufrió en sus últimos años.

### Apertura y primer uso
Durante la administración del gobernador Carlos Bernaza, el departamento adquirió el predio donde se erigía la antigua casona, con la intención de que sirviera de sede para la Asamblea Departamental del Cauca.
El edificio fue abierto en 1928, conservando su uso hasta 1940. Pese a que se planteó como sede legislativa del departamento, la asamblea departamental pronto se dio cuenta de que la construcción no era suficiente para las necesidades del cuerpo colegiado.
No queriendo desaprovechar el edificio, el entonces rector de la Universidad del Cauca, Antonio José Lemos, planteó la posibilidad de usar el inmueble como depositario de los restos de personajes ilustres de la ciudad. 

### Cambio de destinación
Por medio del Acuerdo N°40 del 15 de octubre de ese año, la Universidad, adquirió el complejo y cambió su destinación. Para inaugurarlo, la universidad trasladó desde el 15 de octubre de 1940, los restos de varios personajes ilustres que estaban en el Paraninfo Francisco José de Caldas. Luego se llevaron restos de otros fallecidos hijos ilustres de la ciudad, desde diferentes lugares del país.
Desde su inauguración el 27 de diciembre de 1940 (ceremonia a la que asistió el entonces presidente Eduardo Santos), la edificación alberga las cenizas de personajes ilustres de la historia de la ciudad, y su administración corre desde entonces por cuenta de la universidad local.

## Estructura
El edificio se encuentra ubicado en la carrera 7°, entre calles 3° y 4°, en Popayán, Cauca. Está próximo a la gobernación del Cauca, y al Teatro Municipal Guillermo Valencia.

### Vestíbulo
El vestíbulo de la edificación tiene los nombres de batallas cercanas a la ciudad, libradas durante la guerra de Independencia. Las batallas en cuestión fueron Bajo Palacé (1811), La Ladera (1812), Alto Palacé (1813) y Calibío (1814).

### Urnas cinerarias
| Imagen                      | Nombre                     | Célebre por                                                | Lugar de reposo original |
| --------------------------- | -------------------------- | ---------------------------------------------------------- | --- |
| Los próceres originales     |                            |                                                            | |
|                             | Francisco José de Caldas   | Polímata y prócer de la Independencia                      | - Iglesia de la Veracruz (Bogotá), desde 1816 hasta 1905. - Iglesia de San José, (Popayán), desde 1905. - Catedral basílica de Nuestra Señora de la Asunción (Popayán), hasta 1940. |
|                             | Miguel Montalvo            | Prócer de la Independencia                                 | |
|                             | Miguel Bush                | Prócer de la Independencia                                 | |
|                             | Camilo Torres Tenorio      | Político y prócer de la Independencia                      | - La tradición indica que fue fusilado en la Plaza de Bolívar (Bogotá) en 1816, y que sus restos jamás fueron encontrados.                                                          |
|                             | Francisco Antonio de Ulloa | Escritor y prócer de la Independencia                      | |
|                             | Joaquín Mosquera           | Presidente de la Gran Colombia en 1830                     | - Paraninfo Francisco José de Caldas (Popayán), desde 1878 hasta 1940. |
|                             | José María Obando          | Presidente de Colombia en 1831 y 1832, y entre 1853 y 1854 | - Cementerio de Funza (Cundinamarca), desde 1861 hasta 1940. |
|                             | José Hilario López         | Presidente de Colombia en 1849                             | - Cementerio de Campoalegre (Huila), desde 1869 hasta 1940. |
|                             | Pedro Antonio Torres       | Obispo de Popayán y prócer de la Independencia             | |
| Los próceres contemporáneos |                            |                                                            | |
|                             | Julio Arboleda Pombo       | Presidente de Colombia en 1864                             | - Paraninfo Francisco José de Caldas (Popayán), desde 1864 hasta 1940. |
|                             | Tomás Cipriano de Mosquera | Presidente de Colombia en cuatro (4) períodos              | - Hacienda Coconuco (cerca de Popayán). |
|                             | Froilán Largacha Hurtado   | Presidente de Colombia en 1863                             | - Bogotá |
|                             | Julián Trujillo Largacha   | Presidente de Colombia en 1874                             | - Bogotá |
|                             | Ezequiel Hurtado Hurtado   | Presidente Colombia en 1884                                | - Popayán |
|                             | Euclides de Ángulo Lemos   | Designado presidencial en 1908                             | - Bogotá |